# Kohlsdorf (Zülz)
Kohlsdorf, polnisch Kolnowice ist eine Ortschaft in der Gemeinde Zülz (Biała) im Powiat Prudnicki (Kreis Neustadt O.S.) in der polnischen Woiwodschaft Oppeln.

## Geographie

### Geographische Lage
Das Straßendorf Kohlsdorf liegt im Süden der historischen Region Oberschlesien. Der Ort liegt etwa sechs Kilometer westlich des Gemeindesitzes Zülz, etwa neun Kilometer nördlich der Kreisstadt Prudnik und etwa 39 Kilometer südwestlich der Woiwodschaftshauptstadt Opole.
Kohlsdorf liegt in der Nizina Śląska (Schlesische Tiefebene) innerhalb der Płaskowyż Głubczycki (Leobschützer Lößhügelland).

### Ortsteile
Zu Kohlsdorf gehört der Weiler Kokot (Hahnvorwerk).

### Nachbarorte
Nachbarorte von Kohlsdorf sind im Nordwesten Kokot (Hahnvorwerk), im Nordosten Schmitsch (Śmicz), im Osten Mühlsdorf (Miłowice) und im Südwesten Laskowiec (Haselvorwerk).

## Geschichte

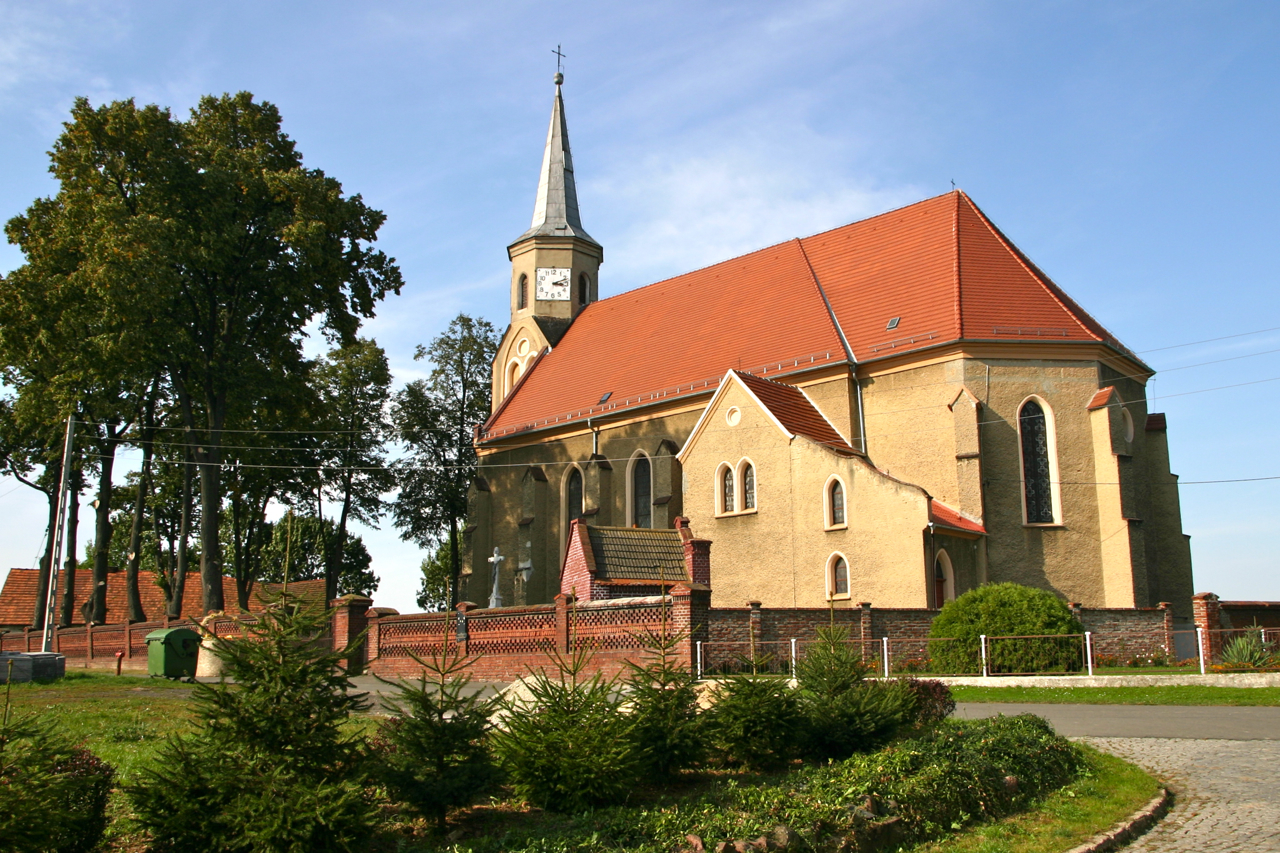
Kirche

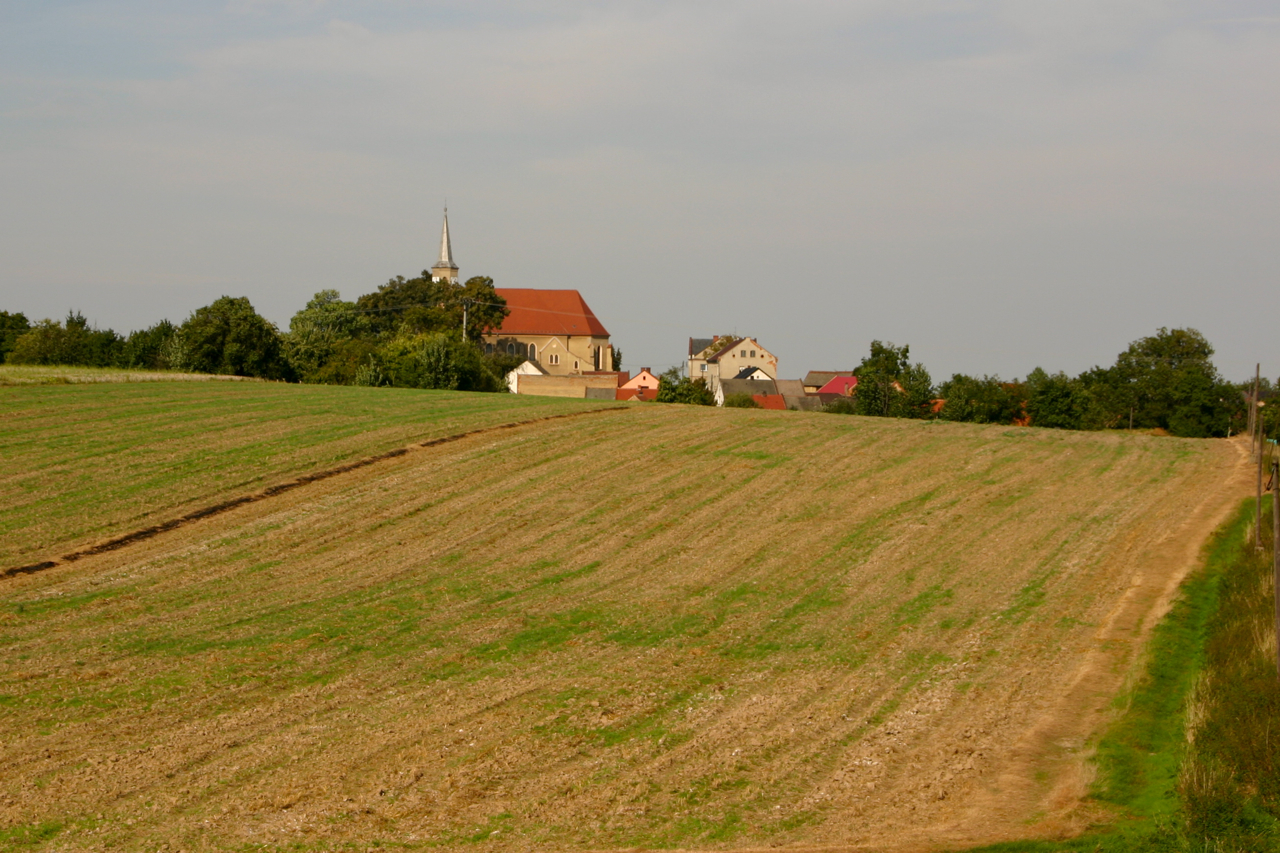
Blick auf Kohlsdorf

Der Ort wurde 1235 erstmals urkundlich als „In villa Collini“ erwähnt. 1534 wird der Ort als „Kolnowitz“ erwähnt.
Nach dem Ersten Schlesischen Krieg 1742 gelangte Kohlsdorf mit dem größten Teil Schlesiens an Preußen.
Nach der Neuorganisation der Provinz Schlesien gehörte die Landgemeinde Mühlsdorf ab 1816 zum Landkreis Neustadt O.S. im Regierungsbezirk Oppeln. 1845 bestanden im Dorf eine katholische Schule, ein Vorwerk sowie weitere 100 Häuser. Im gleichen Jahr lebten in Kohlsdorf 545 Menschen, davon einer evangelisch. 1855 lebten 639 in Kohlsdorf. 1865 bestanden im Ort 22 Bauern-, 18 Gärtnerstellen und 53 Häuslerstellen sowie eine Windmühle. Die katholische Schule wurde im gleichen Jahr von 144 Schülern besucht. Eingepfarrt waren die Bewohner nach Schmitsch. 1874 wurde der Amtsbezirk Schmitsch gegründet, welcher aus den Landgemeinden Kohlsdorf, Mühlsdorf, Schmitsch und den Gutsbezirken Hahnvorwerk und Haselvorwerk bestand. Erster Amtsvorsteher war der Gutsbesitzer Adolph Heinrich in Hahnvorwerk b. Kohlsdorf 1885 zählte Kohlsdorf 653 Einwohner.
Bei der Volkszählung 1910 hatte Kohlsdorf 629 Einwohner, davon 600 deutscher und 25 polnischer Muttersprache, weitere 4 gaben Deutsch und eine weitere Sprachen an, die in der Regel das Polnische war. Bei der Volksabstimmung in Oberschlesien am 20. März 1921 über die weitere staatliche Zugehörigkeit lag Kohlsdorf außerhalb des Abstimmungsgebietes. 1933 lebten im Ort 631 Einwohner. 1939 hatte Kohlsdorf 629 Einwohner. Bis 1945 befand sich der Ort im Landkreis Neustadt O.S.
1945 kam der bisher deutsche Ort unter polnische Verwaltung und wurde in Kolnowice umbenannt und der Woiwodschaft Schlesien angeschlossen. 1950 kam der Ort zur Woiwodschaft Oppeln und seit 1999 gehört er zum Powiat Prudnicki. Am 6. März 2006 wurde in der Gemeinde Zülz, der Kohlsdorf angehört, Deutsch als zweite Amtssprache eingeführt. Am 24. November 2008 erhielt der Ort zusätzlich den amtlichen deutschen Ortsnamen Kohlsdorf.

## Sehenswürdigkeiten
- Die römisch-katholische Johann-Nepomuk-Kirche (poln. Kościół św. Jana Nepomucena) wurde 1874 im neogotischen Stil erbaut.[9]
- Umgeben ist die Kirche vom örtlichen Friedhof. Es haben sich zahlreiche Gräber aus der Vorkriegszeit erhalten.
- Mehrere Kapellen
- Hölzerner Bildstock

## Vereine
- Fußballverein LZS Kolnowice